# Омер Ашик
Омер Ашик (тур. Ömer Aşık; Бурса, 4. јул 1986) је турски кошаркаш. Игра на позицији центра, а тренутно је без ангажмана.

## Успеси

### Клупски
- Фенербахче:
  - Првенство Турске (2): 2007/08, 2009/10.

### Репрезентативни
- Светско првенство:  2010.